# 内本喜夫
内本喜夫（うちもと よしお、Yoshio Uchimoto、1961年10月4日- ）は、日本の現代音楽の作曲家。大阪府羽曳野市出身。本名は安居喜夫（やすい よしお）。

## 略歴
ロック、ジャズ等ポピュラー音楽のコントラバスプレイヤーとしてプロ活動を開始。1990年から松平頼暁に師事して作曲を開始。以後、日本音楽コンクール、日本現代音楽協会、日本作曲家協議会、その他の演奏会で作品を発表した。NHK BS1、NHK教育テレビジョンやNHK-FM放送で作品が放送され、自身もテレビに出演した。新聞や雑誌でも度々取り上げられ、CDと出版楽譜が国内外で発売された。1996年から10年以上、作曲活動を休止。体調が回復したため、2012年11月に復帰し創作活動を再開する。

## 受賞歴
- 1990年 第7回現音作曲新人賞入選[1]
- 1991年 第2回吹田音楽コンクール作曲部門入選[1]
- 1992年 第9回現音作曲新人賞[1]
- 1994年 第18回ピティナピアノコンペティション課題曲公募入選（特級、現代作品）[1]
- 1994年 第63回日本音楽コンクール作曲部門第3位（オーケストラ作品）[2]
- 1995年 第11回名古屋文化振興賞作曲部門佳作[5][1]
- 1995年 第64回日本音楽コンクール作曲部門入選（室内楽作品）[2]

## 主要作品
サントリー社の出版事業「日本の作曲家の作品」に詳細な作品リストが載っており、作曲者本人への問い合わせが日本作曲家協議会を通じて可能である。
- コントラバス独奏のための「無伴奏コントラバス組曲第2番 憂鬱のラーガ」[7][8][9]
- サクソフォーンとコントラバスのための「AFRO-BLUE」[5]
- ホルンとピアノのための「Shout」[10]
- コントラバス独奏のための「Prelude and Fantasy」[11][12][13]
- ヴァイオリン独奏のための「無伴奏電動コーヒークリーマーパルティータ」[14]
- チェロ独奏のための「チェロ協奏曲」[15]
- チェロとコントラバスのための「Transformation 2016」[16]